# A Mother for My Children
«A Mother for My Children» es una canción interpretada por el grupo estadounidense The Whispers. Fue publicado en diciembre de 1973 como el sencillo principal de su cuarto álbum de estudio, Bingo (1974).

## Recepción de la crítica
James Hamilton de Record & Radio Mirror describió «A Mother for My Children» como un “[sencillo] bailarín de ritmo medio de Philly Sound”, y también elogió el lado B «What More Can a Girl Ask For?», calificándolo como “lenta, cantada dolorosamente y arreglada imaginativamente”. Un escritor no especificado de la revista Billboard escribió: “Papá tiene que encontrar una madre para sus hijos ahora que su esposa se ha separado. Ése es el núcleo de la historia de la separación. Una línea melódica pegadiza mantiene la historia en movimiento junto con un buen apoyo vocal e instrumental de una sección de violín especialmente fuerte”. Un escritor no especificado de la revista Blues & Soul declaró: “Esta joya de Filadelfia fácilmente podría brindarles a los siempre consistentes Whispers su primera experiencia de éxito en este país. Hiede a todo lo bueno de la música de Filadelfia y debería encontrar con seguridad el éxito disco en este país”.

## Lista de canciones
| US 7-inch single |                                 |                                                     |          |  |
| N.º              | Título                          | Escritor(es)                                        | Duración |  |
| 1.               | «A Mother for My Children»      | Ronnie Baker Norman Harris Bunny Sigler Alan Felder | 3:14     |  |
| 2.               | «What More Can a Girl Ask For?» | Felder Harris                                       | 3:40     |  |

| Dutch 7-inch single |                            |                          |          |  |
| N.º                 | Título                     | Escritor(es)             | Duración |  |
| 1.                  | «A Mother for My Children» | Harris Sigler Felder     | 3:15     |  |
| 2.                  | «Don't Take Your Love»     | Ron Kersey Felder Sigler | 3:00     |  |

## Posicionamiento
| Gráfica (1974)                              | Pico de posición |
| ------------------------------------------- | ---------------- |
| Estados Unidos (Billboard Hot 100)          | 92               |
| Estados Unidos (Billboard Hot Soul Singles) | 32               |
| Estados Unidos (Cash Box Top 100 Singles)   | 92               |
| Estados Unidos (Cash Box R&B Top 70)        | 26               |